# 枚方市立春日小学校
枚方市立春日小学校（ひらかたしりつ かすがしょうがっこう）は、大阪府枚方市高田二丁目にある公立小学校。
枚方市で16番目の小学校として、従来の枚方市立香里小学校と枚方市立開成小学校の2校の校区の一部を分離再編し、1966年に開校した。
開校直後から1970年代にかけて、急速な児童数増加に伴う教室不足のため、特別教室を普通教室へ転用する・プレハブ教室を増設するなどの措置がとられた。また当校の過大規模解消のため、川越小学校・東香里小学校の2校が分離開校している。

## 沿革
- 1966年4月1日 - 枚方市立春日小学校として、枚方市茄子作1661番地（現在地・当時の住所表示）に開校。
- 1968年 - 学級数増加に伴う教室不足のため、プレハブ教室を設置（その後プレハブ教室の増築を繰り返す）。
- 1977年4月1日 - 釈尊寺団地の完成に伴う児童数の増加のため、枚方市立川越小学校を分離。
- 1982年4月1日 - 枚方市立東香里小学校を分離。プレハブ教室を解消。
- 1982年7月 - 留守家庭児童会を校内に併設。

## 通学区域
- 枚方市 高田2丁目、茄子作1丁目-5丁目、茄子作南町、茄子作北町（一部）。

卒業生は基本的に枚方市立東香里中学校に進学する。

## 交通
- 京阪バス 高田バス停、野口バス停。
- 片町線（学研都市線） 星田駅 北へ約1.7km。
- 京阪交野線 交野市駅 南西へ約1.9km。